# Constel·lació del Cavallet de Pintor
El Cavallet de Pintor (Pictor) és una de les constel·lacions menors de l'hemisferi sud (declinació -50 a -60). Dins aquesta constel·lació s'hi pot trobar l'estrella β Pictoris que és envoltada per un disc de pols.

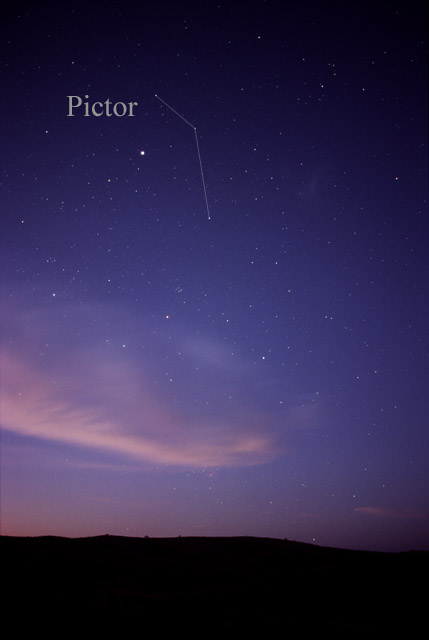
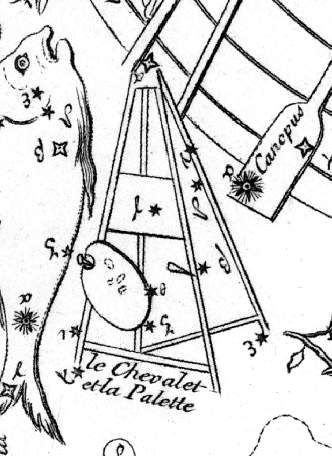

## Estrelles principals

### α Pictoris
L'estrella més brillant de la constel·lació és α Pictoris i no és més que de la magnitud aparent 3,24. És un sub-gegant blanc-blau, 3 vegades més gran que el Sol, 3 vegades més massiva i 40 vegades més lluminosa. Està a uns 100 anys llum.

### β Pictoris
β Pictoris (magnitud aparent 3,85) és un estel molt interessant. Aquesta estrella blanca està envoltada d'un disc de pols de 400 ua de diàmetre que conté, pot ser, una mica de gas que seria, segons les teories actuals, un sistema planetari en formació.
És possible que un planeta orbiti al voltant de β Pictoris, però aquesta informació no s'ha confirmat.

## Altres estrelles
L'estrella de Kapteyn és una nana vermella molt poc lluminosa (magnitud aparent 8,8) que té un moviment propi molt important, la segona després de l'Estrella de Barnard (a Ophiuchus). Fou descoberta el 1897 per Jacobus Cornelius Kapteyn.
El 1925 aparegué una nova en aquesta constel·lació.
HD 41004 té un planeta.

## Taula de les estelles de Pictor
| Estrella | Magnitud aparent | Magnitud absoluta | Distància (anys llum) | Tipus espectral |
| -------- | ---------------- | ----------------- | --------------------- | --------------- |
| α Pic    | 3,24             | 0,83              | 99                    | A7IV            |
| β Pic    | 3,85             | 2,42              | 63                    | A3V             |
| γ Pic    | 4,50             | 0,87              | 174                   | K1III           |
| δ Pic    | 4,72             | -3,81             | 1656                  | B0.5IV          |
| η² Pic   | 5,05             | -0,76             | 474                   | M2IIIvar        |
| HR 2196  | 5,04             | -0,37             | 394                   | K2/K3III        |
| HR 2049  | 5,16             | 0,61              | 265                   | G8III           |
| HR 2389  | 5,20             | 0,29              | 312                   | K0III           |
| HR 2094  | 5,29             | 2,58              | 114                   | F0Ve...         |
| λ Pic    | 5,30             | 0,19              | 343                   | K0/K1III        |
| HR 2008  | 5,31             | -0,44             | 460                   | K0/K1II         |
| η¹ Pic   | 5,37             | 3,28              | 85                    | F2V             |
| ζ Pic    | 5,44             | 2,65              | 118                   | F7III-IV        |
| HR 1856  | 5,46             | 2,26              | 143                   | G3IV            |

Nota: Els valors numèrics provenen de les dades mesurades pel satèl·lit Hipparcos «Enllaç». Arxivat de l'original el 2016-03-03. [Consulta: 15 maig 2006].

## Objectes celestes
La constel·lació de Pictor conté la galàxia nana irregular NGC 1705 distant 17 milions d'anys llum.

## Història
Nicolas-Louis de Lacaille introduí aquesta constel·lació l'any 1752 per donar nom a una part del cel austral. El seu nom original Cheval et du peintre fou simplificat al segle xix.